# ノルウェー情報部

ノルウェー情報部(のるうぇーじょうほうぶ、Norwegian Intelligence Service (NIS)もしくはEtterretningstjenesten (E-tjenesten))は、ノルウェー国防省管轄の諜報機関。危険地帯での情報収集や重要人物の監視などを任務とする。
第二次世界大戦時代よりアメリカのCIAやイギリスのMI6とは協力関係にあり、ステイ・ビハインド作戦を実行していた。
アンドイ、ファウスケ、キルケネス、ヴァドソー、ヴァードーに拠点を有する。NIS内には「E14」という海外での秘密任務を中心に活動する部隊が存在し、敵対勢力が占拠していたアフガニスタン、イラクに潜入しHUMINTで情報を集めた。